# Giovanni di San Felice
Giovanni Vincenzo di San Felice (Nápoles, 1575 – Salvador, 26 de agosto de 1640) foi foi um nobre e militar italiano, sargento-mor da Calábria inferior, do Batalhão de Guerra do Exército Real, governador, mestre-de-campo no Brasil, Conde, Marquês, Duque de Bagnolo, Príncipe de Monteverde.

## Biografia
Entrou ao serviço da Coroa Espanhola à frente de um regimento de soldados napolitanos.
No contexto da primeira das Invasões holandesas do Brasil (1624-1625) participou, em 1625, da retomada de Salvador aos neerlandeses.
Posteriormente, quando da segunda invasão Região Nordeste do Brasil (1630-1654), retornou em 1631, dirigindo-se à capitania de Pernambuco à frente de tropas de reforço para Matias de Albuquerque, que ali resistia ao invasor.
Tendo desembarcado em Alagoas, rumou para o norte, defendendo o Cabo de Santo Agostinho, tomando parte da batalha de Mata Redonda (18 de janeiro de 1636). Com a morte de seu comandante, D. Luís de Rojas y Borja, duque de Ganja, assumiu o comando geral das tropas, dando ordem de retirada e buscando refúgio em Porto Calvo.
Com a conquista de Porto Calvo por Maurício de Nassau, o conde de Bagnoli retirou-se para a capitania de Sergipe e daí para a da Bahia, onde finalmente conseguiu deter os neerlandeses.
Em 1639 voltou a Pernambuco, retomando a luta. Após algumas batalhas, em 1640 foi forçado a retornar à Bahia, onde veio a falecer.